# たいせい (ミュージシャン)
たいせい（1969年11月29日 - ）は、日本のミュージシャン、作曲家、音楽ディレクター。本名は経塚 泰誠（きょうづか たいせい）。旧芸名はたいせー。所属事務所はアップフロントクリエイト。
大阪府池田市出身。大阪府立池田高等学校、近畿大学卒業。クラブ活動はバスケットボール部。大学在学中につんく♂たちシャ乱Qのメンバーと知り合う。宝塚歌劇団演出家の謝珠栄は姉。

## 来歴
- 1988年 - つんく♂、はたけ、まことらとシャ乱Qを結成。
- 1992年 - メジャーデビュー。
- 1995年 - 「ズルい女」で第37回日本レコード大賞編曲賞を受賞。
- 1997年 - まこと、しゅうとユニット「スーパー!?テンションズ」を結成。
- 1998年 - しゅうのシャ乱Q脱退に伴い、「スーパー!?テンションズ」は解散、「east cloud」として再出発。
- 2000年 - シャ乱Q活動休止。
- 2002年 - 市井紗耶香 in CUBIC-CROSSを結成。翌年に解散。
- 2005年 - 松浦亜弥のシングル「ずっと 好きでいいですか」のレコーディングディレクターを務める。
- 2006年 - シャ乱Q活動再開。芸名をたいせーからたいせいへ改名。
- 2008年
  - 『ネオロマンス・ステージ 遙かなる時空の中で 舞一夜』の舞台版テーマソングプロデュースを務める。
  - 6月24日に第一子となる女児が産まれた。つんく♂の第一子、第二子（双子）とは同い年となる[1]。
- 2023年 - 所属事務所をジェイピィールームからアップフロントクリエイトへ移籍。

## 楽曲提供
安倍なつみ
- 「愛ひとひら」（2005年、作曲・編曲）

アンジュルム
- 「わたし」（2015年、作曲、泰誠名義）

飯田圭織
- 「旋律」（2004年、作曲）
- 「Souvenir〜スーヴェニール〜」（2005年、編曲）
- 「IRRESISTIBLEMENT～あなたのとりこ～」（2005年、編曲）

市井紗耶香
- 「4U～ひたすら～」（2003年、作曲）
- 「不器用な天使」（2003年、作曲）

エコモニ。
- 「HELP!!〜エコモニ。の熱っちぃ地球を冷ますんだっ。〜」（2004年、編曲）

カントリー娘。に紺野と藤本（モーニング娘。）
- 「何が愛かわからないけど…」（2003年、作曲）

キッスの世界
- 「Kiss Of The World」（2001年、作曲・編曲）

後藤真希
- 「さよなら「友達にはなりたくないの」」（2004年、作曲）
- 「BAN!BAN!BAN!GIRL（ライオン「Ban」CM曲）」（2004年、作曲）

谷村有美
- 「A・RA・WA」（2000年、作曲）
- 「ベストセラー」（2001年、作曲）

Bitter & Sweet
- 「恋心」（2015年、共編曲：山崎寛子・菊谷知樹、泰誠名義）

真野恵里菜
- 「マノピアノ」（2008年、編曲）
- 「ラッキーオーラ」（2008年、編曲）
- 「ラララ-ソソソ」（2008年、編曲）
- 「乙女の祈り」（2009年、編曲）
- 「はじめての経験」（2009年、編曲）
- 「Love & Peace = パラダイス」（2009年、作曲、経塚泰誠名義）
- 「18才の季節」（2009年、作曲、経塚泰誠名義）
- 「いつもいつでも」（2009年、作曲、経塚泰誠名義）
- 「サンタのサキソフォン」（2009年、作曲・編曲、作曲のみ経塚泰誠名義）
- 「お願いだから…」（2010年、作曲、経塚泰誠名義）
- 「花言葉」（2010年、作曲、経塚泰誠名義）
- 「ダレニモイワナイデ」（2010年、共編曲：KAN、泰誠名義）
- 「ドレミファどうして?」（2010年、作曲、泰誠名義）
- 「Tomorrow」（2010年、作曲、泰誠名義）
- 「堕天使 エリー」（2010年、作曲・編曲、泰誠名義）
- 「青春のセレナーデ」（2011年、作曲、泰誠名義）
- 「21世紀的恋愛事情」（2011年、作曲、泰誠名義）
- 「10カラットの煌めき。」（2011年、編曲、泰誠名義）
- 「ゼンブダイスキ」（2013年、作曲、泰誠名義）

道重さゆみ
- 「めぐるまち」（2018年、作曲）
- 「あなたがいてほしい」（2018年、作曲）

ミニモニ。
- 「ミニモニ。ダンシン!」（2001年、編曲）

メロン記念日
- 「刹那さ Ranking」（2004年、作曲・編曲）
- 「努力・系・美人」（2004年、作曲）
- 「THE 二枚目〜ON MY WAY〜」（2004年、作曲）
- 「お願い魅惑のターゲット 〜マンゴープリン Mix〜」（2007年、リミックス）

モーニング娘。'15
- 「今すぐ飛び込む勇気」（2015年、作曲、泰誠名義）

## レコーディングディレクション
- 松浦亜弥 - 「ずっと 好きでいいですか」
- 田﨑あさひ - 「手紙/Rolling Days」、「サクラ時計/雨夜の月」
- Bitter & Sweet - 「誰にもナイショ」
- LoVendoЯ - 「不器用」、「イクジナシ」、「 いいんじゃない?/普通の私 ガンバレ! 」
- ブラザーズ5 - 「この街で」
- アンジュルム - 「大器晩成」

## 出演

### MV
- アンジュルム（26thシングル）「恋はアッチャアッチャ」 - 公式 アッチャアッチャ応援隊[2]

## その他
元々自動車や走り屋に興味があり、AE86に乗ってストリートやサーキットに通っていた。その縁もあり、ビデオオプションの企画にて、水戸納豆レーシング（織戸学、飯田章）と共に東京オートサロンのクスコブースにてライブを行ったことがある。